# Salut d'amor
Un salut d'amor (lettera d'amore, lett. saluto d'amore) o (e)pistola è una forma di poesia lirica occitana dei trovatori, scritta a mo' di lettera da parte di un amante per la sua amata nel solco della tradizione dell'amor cortese. Alcune canzoni conservate nei canzonieri italiani del Quattrocento e Cinquecento sono classificate nelle rubriche come saluts (o termini equivalenti), ma il salut non è considerato come un genere dai grammatici occitani medievali. I trovieri copiavano lo stile della canzone occitana in francese antico come salut d'amour. Restano un totale di diciannove saluts occitani e dodici di francesi, insieme ad alcuni altri esempi catalani (salutació amorosa).
La forma poetica probabilmente deriva dalla lettera d'amore latina, attraverso un rimescolamento dall'ars dictandi e la prima canso occitana. Lo studioso occitano Pierre Bec ipotizza che il salut fosse tripartito, possedendo un'introduzione, un corpo e una conclusione. Christiane Leube crede che la divisione in cinque parti latina di salutatio, captatio benevolentiae, narratio, petitio, e conclusio formino la base del salut, ma che la salutatio e la captatio si fondono in un unico segmento e la conclusio viene meno rigidamente delineata. Dietmar Rieger considera il salut, più che una lettera, una variante della canso, concepita non per essere cantata in un'esecuzione canora ma per essere letta. I saluts occitani non hanno stanze o ritornelli, contrariamente a molti di quelli francesi (salut à refrains). Strutturalmente sono di solito distici rimati ottonari, ma alcuni sono senari, mentre Raimon de Miraval ha scritto un salut eterometrico. Spesso terminano con un verso di una sola parola, non rimato con nessuno dei precedenti, che dà il destinatario: Domna o Dompna.
Il primo salut d'amor è stato probabilmente Domna, cel qe'us es bos amics, scritto da Raimbaut d'Aurenga che servì da modello a molti trovatori successivi. Arnaut de Mareuil ha scritto cinque saluts, più di chiunque altro, e Don Alfred Monson lo incorona maître incontesté du salut ("maestro incontestato del salut"). Questi serviranno da modello per Amanieu de Sescars, che scrisse due saluts precisamente databili al 1278 e al 1291. Falquet de Romans scrisse un salut d'amor (epistola nella rubrica) di 254 versi. Il solo autore donna di un salut fu Azalais d'Altier. I suoi 101 versi di distici rimati vennero concepiti per la riconciliazione di due amanti ed erano rivolti a una donna, forse Clara d'Anduza. In francese il solo autore nominato di un salut con ritornelli è Philippe de Rémi.
Il Destret d'emors mi clam a vos è un lungo salut catalano anonimo di 708 versi.